# Caecum limpidum
Caecum limpidum is een slakkensoort uit de familie van de Caecidae. De wetenschappelijke naam van de soort is voor het eerst geldig gepubliceerd in 1874 door de Folin.